# Capricornis thar
Il capricorno dell'Himalaya (Capricornis thar Hodgson, 1831) è un mammifero artiodattilo della sottofamiglia dei Caprini. È stato riconosciuto solo recentemente come specie a parte; in passato, infatti, così come altre specie di capricorno, era considerato una sottospecie del capricorno di Sumatra (Capricornis sumatraensis).

## Descrizione
Il capricorno dell'Himalaya, così come tutti i capricorni e le altre specie della sottofamiglia dei Caprini, è un animale ben adattato a uno stile di vita basato sull'arrampicata. Il suo lungo e folto mantello è di colore grigio-biancastro sul dorso, mentre il ventre e l'interno delle zampe sono di colore grigio chiaro. La testa è nera, e spesso sulla regione della spalla si trova una chiazza di colore rossastro. Entrambi i sessi sono muniti di corna, relativamente brevi e leggermente piegate all'indietro.

## Distribuzione e habitat
Come indica il nome, il capricorno dell'Himalaya abita nella regione himalayana, prevalentemente nel nord dell'India, in Nepal e in Bhutan, sebbene si possa trovare anche nella parte orientale del Bangladesh e nel Myanmar occidentale. Il suo habitat è costituito da aree montane ricoperte di macchie o foreste. Si può incontrare fino a 3500 m di quota.

## Biologia
È un animale abbastanza vivace, ma nelle scalate è piuttosto lento. È attivo soprattutto la mattina presto e nel tardo pomeriggio, quando si sposta dalle zone in cui riposa per andare in cerca di cibo, costituito da erbe, muschi e altri vegetali. I maschi sono solitamente solitari, ma le femmine spesso si riuniscono in piccoli gruppi.

## Conservazione
Le principali minacce per il capricorno dell'Himalaya sono la caccia e la distruzione dell'habitat. La IUCN lo inserisce tra le specie prossime alla minaccia.